# 北九州市歌
「北九州市歌」（きたきゅうしゅうしか）は、日本の政令指定都市の1市である福岡県北九州市の市歌。作詞・平尾一男、作曲・長谷川良夫。
本項では、北九州市の前身である門司市・小倉市・戸畑市・八幡市・若松市の旧市歌についても解説する。

## 解説
1963年（昭和38年）の5市合併を記念して歌詞の一般公募が実施され、北九州市発足から2か月後かつ九州で最初の政令指定都市となった翌日の4月2日に制定された。歌詞は全3番で構成されているが、地域の情景は1番の玄海と2番の八幡製鐵所や前年に開通した若戸大橋に集約されており関門海峡や小倉城などは取り上げられていない。制定時にテイチクレコードがシングル盤（規格品番：48-45）を製造している。
北九州市に関連する楽曲としては他に1978年（昭和53年）の合併15周年を記念して作成された合唱組曲「北九州」（作詞・栗原一登、作曲・團伊玖磨）と、1981年（昭和56年）に北九州市民憲章制定を記念し理念普及推進活動の一環として作成された市民愛唱歌「緑のまちにしませんか」（作詞・山田正文、作曲・中村清治）がある。

## 前身各市の市歌
北九州市の前身である門司・小倉・戸畑・八幡・若松の5市はいずれも市歌を制定していた。2001年（平成13年）4月23日付の毎日新聞西部本社版には「旧五市のうた自慢」と題して各市の旧市歌を紹介する記事が掲載されている。

### 門司市歌
「門司市歌」（もじしか）は1930年（昭和5年）4月21日に制定された。作詞・山田文夫、作曲・岡野貞一。
現在も門司区役所前に歌碑があり、また旋律は福岡県立門司大翔館高等学校の校歌に転用されている。

### 小倉市歌
「小倉市歌」（こくらしか）は1930年（昭和5年）6月20日に制定された。作詞・内山哲也、作曲・永井平次。戦後に歌詞が改訂されている。

### 戸畑市歌
「戸畑市歌」（とばたしか）は1937年（昭和12年）2月10日に制定された。作詞・加藤参郎、作曲・古関裕而。廃止直前の1957年（昭和37年）に歌詞の一部が改訂されている。

### 八幡市歌
「八幡市歌」（やはたしか）は1927年（昭和2年）に市制10周年を記念して制定されたのではないかと推測されている。作詞・八波則吉、作曲・矢野勇雄。

### 若松市歌
「若松市歌」（わかまつしか）は1937年（昭和12年）5月18日に制定された。